# Charancin
Charancin est une ancienne commune française du département de l'Ain. En 1974, la commune est intégrée avec Fitignieu dans la commune de Sutrieu.

## Histoire
Le 11 novembre 1948, Charancin est décorée de la Croix de guerre 1939-1945.
En 1974, la commune fusionne avec Fitignieu et Sutrieu sous la commune de Sutrieu. La commune obtient le statut de commune associée jusqu'en 1994 où la fusion-association des trois communes est transformée en fusion simple.

## Population et société

### Démographie
| 1793 | 1800 | 1806 | 1821 | 1831 | 1836 | 1841 | 1846 | 1851 |
| ---- | ---- | ---- | ---- | ---- | ---- | ---- | ---- | ---- |
| 62   | 315  | 421  | 295  | 310  | 282  | 277  | 295  | 279  |

| 1856 | 1861 | 1866 | 1872 | 1876 | 1881 | 1886 | 1891 | 1896 |
| ---- | ---- | ---- | ---- | ---- | ---- | ---- | ---- | ---- |
| 273  | 278  | 268  | 221  | 222  | 221  | 198  | 217  | 195  |

| 1901 | 1906 | 1911 | 1921 | 1926 | 1931 | 1936 | 1946 | 1954 |
| ---- | ---- | ---- | ---- | ---- | ---- | ---- | ---- | ---- |
| 179  | 196  | 190  | 170  | 144  | 135  | 136  | 115  | 108  |

## Pour approfondir